# Alpaida tijuca
Alpaida tijuca là một loài nhện trong họ Araneidae.
Loài này thuộc chi Alpaida. Alpaida tijuca được Herbert Walter Levi miêu tả năm 1988.